# Burg Isengarten
Die Burg Isengarten ist eine abgegangene Wasserburg bei Waldbröl, einer Marktstadt im Oberbergischen Kreis in Nordrhein-Westfalen.

## Geschichte
Die Herren von Isengarten zu Isengarten sind seit 1261 urkundlich. Sie sind nicht mit den späteren Quad von Isengarten gleich. 
Die von Isengarten hatten als Wappen drei 2:1 geteilte goldene Rosen in schwarzem Schild mit einem schwarzen mit zwei Rosen belegten Brackenkopf als Helmzier.
Sie wurden nach dem Historiker Leopold von Ledebur dem Umkreis der Edelherren von Wildenberg zugerechnet. Gemeint sind aber die Herren von Wildenburg mit gleichem Wappenbild. 1436 wird Eberhard von Isengarten mit dem Besitz von Haus und Hof Isengarten durch Graf Peter Diederich von Sayn-Sayn belehnt, 1468 ebenso Wilhelm von Isengarten durch Graf Gerhard II. von Sayn-Sayn.
Die Adelsfamilie Quad bzw. Quadt aus dem Bereich der Herzogtümer Jülich und Berg sind spätestens seit dem 13. Jahrhundert nachweisbar und verzweigten sich in mehrere Linien. Zu Beginn des 15. Jahrhunderts hinterlässt Ritter Wilhelm Quad zu Isengarten, Voorst und Eller sechs Söhne, wovon drei die Linien fortsetzen. Sohn Lutter Quad, Herr zu Hardenberg, 1436 Burgmann zu Limburg und kurkölnischer Erbkämmerer gewinnt durch seine zweite Gemahlin Elisabeth von Neuenare-Saffenberg die Reichsburg Landskron und andere Liegenschaften, vom kinderlos verstorbenen Bruder Eberhard das kölnische Lehen Haus Buschfeld und stiftete die Linie Quad-Landskron, die sich durch seine Söhne Gerhard (Linie Landskron) und Adolph (Linie Isengarten) teilte. Adolph Quad zu Isengarten war mit der Erbtochter der Isengarten zu Isengarten verheiratet und übernahm das Erbe.
Damit kamen die Quad von Isengarten an die Wasserburg im Grenzgebiet zwischen Bergischem Territorium und Sayner Grafschaft. Im Jahr 1480 wurde Adolf Quad († 1509) dann mit Isengarten belehnt, 1521 sein Sohn Wilhelm Quad († 1545) und 1589 Heinrich Quad († 1617). 1604 kommt der Isengartsche Lehensbesitz als Teil des Siegburger Vergleichs vom Hause Sayn an das Herzogtum Berg.
Das Wappen der Quadts kann heute noch am Grabstein des Adolf Quad an der evangelischen Kirche in Waldbröl gesehen werden. Das Stammwappen der Quadt zeigt in Rot zwei silberne Wechselzinnenbalken. Auf dem Helm ist ein wachsender silberner Bär mit roten Flügeln, die mit den Wechselzinnenbalken des Schildes belegt sind. Die Helmdecke ist rot-silbern.
Noch 1617 versuchte Johann Quad von Isengarten zu Bellinghausen, 1616 nach Streit mit seinem Landesherren nach Köln geflohen, statt seines Bellinghausener Besitzes die alte Stammburg Isengarten zurückzuerlangen.
Die Burg wurde im Dreißigjährigen Krieg völlig zerstört. Später wurde das Gelände der Burg eingeebnet. Nur Trümmerteile sollen in geringem Maße noch sichtbar sein.
Das Areal ist heute als Bodendenkmal geschützt.